# Stanisław Zawada
Stanisław Zawada (ur. 1940, zm. 1991) – działacz założycielski NSZZ „Solidarność” w Małopolsce. Starszy operator urządzeń walcowniczych Huty im. Lenina w Krakowie. W latach 1980–1981 członek KKP. Członek Rady Konsultacyjnej przy Przewodniczącym Rady Państwa.

## Życiorys
Odbył służbę wojskową w VI Pomorskiej Dywizji Powietrznodesantowej.
15 września 1980 został przewodniczącym Międzyzakładowego Komitetu Założycielskiego NSZZ w Krakowie.
W Gdańsku 17 września 1980 reprezentował Małopolskę na spotkaniu Międzyzakładowych Komitetów Założycielskich. Została wybrana wówczas nazwa „Solidarność”.
25 listopada 1980 zrezygnował z funkcji przewodniczącego w niejasnej atmosferze, jako przeciwnik działalności politycznej związku i zwolennik „dogadania” się z PZPR. SB miała przeprowadzić akcję mającą na celu rozbicie środowiska, osłabienie jego wpływów lub wyeliminowanie go z władz związku Od 17 marca 1981 członek Komisji Robotniczej Hutników NSZZ „Solidarność”. Pozostał w „Solidarności”, w Walcowni Taśm wybrano go na przewodniczącego, którym pozostał do końca życia.
W lipcu 1981 roku kandydował do Zarządu Regionu „Małopolska”, lecz zabrakło mu jednego głosu. Po ogłoszeniu stanu wojennego pozostawał na terenie huty, jako kierownik wydziałowego komitetu strajkowego. Po ataku ZOMO i wojska został wywieziony za bramę karetką. 20 grudnia 1981 miał kontrowersyjne wystąpienie w TVP nawołujące do zaprzestania rozlewu krwi i protestu. W kolejnym dniu wywiad przedrukowała „Gazeta Krakowska – Dziennik Polski – Echo Krakowa”.

[...] My jesteśmy w konkretnym miejscu Europy i musimy jako naród, musimy wykazać dyscyplinę obcą nam zresztą jako Polakom, ale musimy tę dyscyplinę wykazać. Musimy się zjednoczyć niezależnie od różnic, które nas dzielą, wyrzucić z serca zapiekły żal jedni do drugich. [...]

Członek Rady Konsultacyjnej przy Przewodniczącym Rady Państwa. Oskarżany o współpracę od lata 1981 roku z SB. Prywatnie ojciec licznej rodziny.